# 稲荷神社 (三郷市高州一丁目)
稲荷神社（いなりじんじゃ）は、埼玉県三郷市の神社。

## 歴史
創建年代は不明である。ただ当地はかつて「下新田村」と呼ばれており、元禄年間（1688年 - 1704年）頃に成立した久兵衛村から分村したこと、下新田村を開墾した久左衛門は久兵衛村を開墾した久兵衛の子であることから江戸時代中期に久兵衛稲荷神社から分霊を勧請したものと推測される。
1873年（明治6年）、近代社格制度に基づく「村社」に列せられた。ところが1912年（明治45年）の神社合祀に際しては、久兵衛稲荷神社に合祀されてしまった。ところが、氏子に不幸が相次いだため、行者にみてもらったところ、「稲荷様が帰りたがっている」との返答が出たので、1957年（昭和32年）に復祀された。

## 交通アクセス
- 路線バス下新田停留所より徒歩3分。